# Aplonobia alkalisalinae
Aplonobia alkalisalinae är en spindeldjursart som beskrevs av Tan och Lu 1996. Aplonobia alkalisalinae ingår i släktet Aplonobia och familjen Tetranychidae. Inga underarter finns listade i Catalogue of Life.